# Warhorse Studios
Warhorse Studios s.r.o. é uma desenvolvedora de jogos eletrônicos tcheca com sede em Praga. Fundada em julho de 2011 por Dan Vávra e Martin Klíma, o estúdio produziu Kingdom Come: Deliverance, lançado em fevereiro de 2018. Em fevereiro de 2019, a empresa foi adquirida pela Plaion, antiga Koch Media.

## História
A fundação da Warhorse Studio foi anunciada em 25 de julho de 2011 por Dan Vávra, ex-escritor e designer de jogos da 2K Czech, e Martin Klíma, ex-produtor da Bohemia Interactive. Os primeiros contratados foram Viktor Bocan e Zbyněk Trávnický. O primeiro projeto do estúdio foi o RPG Kingdom Come: Deliverance, lançado em 13 de fevereiro de 2018. Em 13 de fevereiro de 2019, o estúdio foi adquirido pela Koch Media por € 42,8 milhões. Tornou-se um estúdio da divisão Deep Silver da Koch Media. Em agosto de 2019, a Warhorse possuia 131 funcionários.

## Jogos desenvolvidos
| Ano  | Título                       | Gênero(s) | Plataformas(s)                                    | Publicadora(s)                |
| ---- | ---------------------------- | --------- | ------------------------------------------------- | ----------------------------- |
| 2018 | Kingdom Come: Deliverance    | RPG       | Microsoft Windows, PlayStation 4, Xbox One        | Warhorse Studios, Deep Silver |
| 2025 | Kingdom Come: Deliverance II | RPG       | Microsoft Windows, Xbox Series X/S, PlayStation 5 | Deep Silver                   |